# اوزاآنی
اوزاآنی (گرجی: ოზაანი) یک شهرک در شهرداری ددوپلیس تسقارو و در استان کاختی کشور گرجستان است.